# Digonogastra corralensis
Digonogastra corralensis är en stekelart som först beskrevs av Juan Brèthes 1913.  Digonogastra corralensis ingår i släktet Digonogastra och familjen bracksteklar. Inga underarter finns listade i Catalogue of Life.